# Smerinthus aestivalis
Smerinthus aestivalis är en fjärilsart som beskrevs av Jules Leon Austaut 1890. Smerinthus aestivalis ingår i släktet Smerinthus och familjen svärmare. Inga underarter finns listade i Catalogue of Life.